# Пуд (апостол от 70)
Пуд, или Пуденс (Пудент) — апостол от семидесяти, упоминается апостолом Павлом во 2-м послании к Тимофею, где он от лица Пуда и других приветствует его так: « Приветствуют тебя Еввул и Пуд, Лин, и Клавдия, и все братия» (2Тим. 4:21).

В Четьих-Минеях под 4 января о святом Пуде сказано: 
Пуд святый, его же воспоминает Павел во 2-м послании к Тимофею: „целует тя, рече, и Пуд: бысть в Римском сигклите муж благочестив, приемляй в дом свой св. апостол Петра и Павла и прочих верных собрание, его же дом обратися по сем в церковь, нареченную пастырскую, в ней же и Петра святаго глаголют священнодействовавша“ (Киев, 1874 л. 46)

В Месяцеслове протоиерея Дмитрия Вершинского, «Библейском словаре» протоиерея Феодора Солярского и других источниках помещены такие же краткие сведения о святом Пуде: 
Пуд, по преданию из 70 Апостолов. Дом его служил церковью во время пребывания ап. Петра и Павла в Риме. Пострадал во время гонения Нерона, будучи усекнут мечом. Память его 15 апреля» (Библ. Сл. 3 т. 297).
Феофан Затворник в толковании на 2-е послание к Тимофею сообщает: 
Пуд из сенаторов, в доме своем принимал святых апостолов Петра и Павла. Дом его обращен в церковь, названную „Пастырскою“. По Мартирологию Римскому он был отец святых мучениц Пракседы и Пруденцианы, а Клавдия (упоминаемая в послании апостола Павла во 2-м послании к Тимофею вслед за Пудом и Лином), по Болландистам, была супругою его (о Клавдии см. ниже). Усекнут вместе с Трофимом и Аристархом из 70 Апостолов. Память 15-го апреля»
В службе 15 апреля апостолы Аристарх, Пуд и Трофим представляются учениками и последователями святого апостола Павла, вместе с ними проповедовали слово Божие. «Суще с Павлом славным, с ним же весь мир, яко же звезды с солнцем, проидосте светом проповедания священного неведения тьму отгоняюще» (1-й стих, 3-й песни канона); что с апостолом Павлом они пострадали, об этом есть также упоминание в той же (15 апреля) службе. «Павлу последующе славному учителю, славнии, многия беды подъясте, в узилищах заключаеми, приобщающеся болезнем, мечем же на конец во главы усекаеми пострадаете» (3-й стих на Господи воззвах). В сей службе неоднократно говорится о причтении святых Пуда, Трофима и Аристарха к 70 апостолам: «священнейший лик священных Христовых седьмдесят сочетавшеся ученик, с Павлом всю землю ученьми божественнаго света просветисте» (3-й стих 1-й песни канона, а также во 2-м стихе 7-й песни канона).
Память святого Пуда в Православной церкви вместе со святыми Аристархом и Трофимом совершается 15 апреля, а также 4 января в соборе святых 70 апостолов. У католиков день памяти святого Пуда (Пудента) 19 мая. В «Библейском словаре» Миня сообщается о святом Пуде: о святом Пуде (Пуденте), упоминаемом у апостола Павла в 2-м послании к Тимофею, IV, 21 (писанном в 65 г.) Бароний, на основании некоторых писателей, думает, что он был римский сенатор и к христианской вере был обращен ап. Петром; в доме его проживал ап. Павел, но, замечает Минь, очевидно смешивают его (св. Пуда, упоминаемого в послании к Тимофею) с другим Пудом, сенатором, который был отцом св. мучениц Пракседы и Пуденцианы. По актам, открытым болландистами, видно, что Пуд сенатор, живший в Риме, был обращен в христианство папою Пием I, управлявшим римскою кафедрою в начале II века. По смерти своей жены (Прискиллы, а по другим сведениям, Клавдии) Пуд обратил свой дом в церковь, дочерей своих Пракседу и Пуденциану посвятил на служение Церкви, на дела христианской благотворительности, а они обратили ко Христу многих, как из коренных жителей Рима, так и временно проживавших в столице мира. Папа Пий часто совершал богослужение в их домашней церкви. Когда скончался Пуд и его дочери, неизвестно. С первых почти времён христианства в Риме существует храм, посвящённый святым Пуденциане и Пракседе. Общее предание (в Риме), что на месте дома святого Пуда была впоследствии построена церковь в честь святого апостола Петра в узах. У болландистов помещены акты мучениц Пракседы и Пуденцианы (19 мая).

## Клавдия
Клавдия, упоминаемая апостолом Павлом во 2-м послании к Тимофею, была благочестивая знатного рода римлянка; вероятно, она была обращена в христианство самим апостолом и имела немалое значение в обществе римских христиан, как можно заключить из того, что святой Павел от её имени приветствует своего ученика святого Тимофея, епископа Ефесского. Различны догадки церковных писателей о святой Клавдии, так как она поставлена наряду с Пудом (после Римского епископа Лина), то одни предполагают её супругой, а другие считают её за супругу Пилата, которая после бывшего ей сновидения (Мф. XXVII, 19), ко времени страданий Иисуса Христа уверовала в Него и, возвратившись из Иерусалима в Рим, заняла почётное место в христианском обществе. Но жену Пилата называют одни Проклой, а другие Клавдиею, а большинство оба имени приписывают супруге Пилата — Прокла — Клавдия. Иные в святой Клавдии, упоминаемой в послании к Тимофею, видят супругу славного римлянина Авла — Руфа — Пруденция, а большинство считает её только знатной и богатой римлянкой, принявшей Христову веру. В Германии существует легенда о римской мученице, девице Клавдии, пострадавшей при Нероне. Есть предположение, что Клавдия, супруга святого Пуда, была младшая сестра Юлии, супруги апостола Филолога и дочь Персиды, упоминаемой апостолом Павлом в Послании к Римлянам (XVI, 12). Но кто бы ни была святая Клавдия, упоминаемая в послании к Тимофею, ей, наравне со святою Прискиллою, супругою апостола Акилы, святой Иоанн Златоуст воздаёт особые похвалы за благочестивую жизнь, за подвиги, подъятые ими для блага Церкви и за особое попечение об апостоле Павле во время его уз и за благотворение нуждам христиан римской церкви.